# Francesco Forlani
Francesco Forlani (Caserta, 19 febbraio 1967) è uno scrittore italiano.

## Biografia
Ha frequentato il Liceo Scientifico Armando Diaz nella propria città natale, trasferendosi successivamente a Napoli, dove è rimasto per tre anni come allievo del corso 1982-1985 della Scuola militare Nunziatella. Con la Scuola intrecciò un forte legame, tanto che anni dopo così raccontò la propria esperienza:
(Francesco Forlani, 2015)
Dopo aver deciso di non proseguire la carriera militare, si è iscritto presso la facoltà di filosofia dell'Università di Napoli "Federico II", dove ha conseguito la laurea nel 1991. Successivamente, si è trasferito a Parigi, dove ha intrapreso un percorso di crescita letteraria, lavorando contemporaneamente come docente di italiano. Tra il 1995 ed il 2000 è stato direttore artistico del magazine Paso Doble.
Rientrato in Italia, tra il 2004 ed il 2012 è stato direttore della rinata rivista Sud. Tesa a rinverdire i fasti della prima pubblicazione omonima, la rivista è comparsa in quindici numeri (con alcuni articoli pubblicati su Nazione Indiana) prima di esaurire il suo secondo ciclo. Sotto la direzione di Forlani hanno lavorato nel comitato di redazione Antonio Ghirelli (già nel primo Sud), e il designer napoletano Marco De Luca. Tra le firme di prestigio ospitate dalla rivista si ricordano Sylvano Bussotti, Ennio Cavalli, Aldo Clementi, Biagio Cepollaro, Alain Daniélou, Erri De Luca, Petr Král, Milan Kundera, Jean-Claude Izzo, Silvio Perrella, Felice Piemontese, Roberto Saviano, Domenico Scarpa, Wu Ming. Contemporaneamente, è diventato membro del comitato di redazione di Nazione Indiana.
Nel 2011 ha pubblicato il romanzo Chiunque cerca chiunque in tiratura limitata di 200 copie. Il libro è la fase finale di un originale percorso letterario, partito dalla pubblicazione a puntate su Facebook, e successivamente trasformatosi in un viaggio di consegna de visu delle copie personalizzate ad ognuno dei lettori. Il volume raccoglie episodi di vita vissuta della sua esperienza parigina, ed è diventato un piccolo caso letterario, attirando l'attenzione della stampa.
Nel 2013 ha pubblicato per i tipi di Laterza Parigi, senza passare dal via, in cui ha ripreso il tema del viaggio urbano in una Parigi le cui vie si intrecciano, tra imprevisti e probabilità, come caselle del Monopoly. Nello stesso anno ha inoltre partecipato, insieme ad altri undici autori, tra cui Michela Murgia, Cristiano Cavina, Giuseppe Culicchia, Valerio Aiolli, Mariolina Venezia, Roberto Perrone, Enrico Remmert e Carlo D'Amicis, alla redazione dei Racconti in bottiglia per Rizzoli-Corriere della Sera. L'anno dopo esce Rosso Maniero, mini-romanzo ispirato e dedicato al periodo trascorso come allievo della Nunziatella. Nel 2015 esce Manifesto del comunista dandy, per i tipi di Miraggi Edizioni ed omonimo di un precedente libro del 2007. Si tratta dell'anatomia divertita ed a volte allucinata di una figura immaginaria e chimerica, a cavallo tra la sinistra di popolo e l'eleganza decadente. Nel 2021 esce invece con L'estate corsa, un nuovo romanzo fantastico ed allegorico, parzialmente autobiografico, la cui azione si svolge tra Piana e Parigi.
Attivo anche come conduttore radiofonico, gestisce con Marco Fedele la trasmissione Cocina clandestina, su Radio GRP.

## Opere
- Métromorphoses, Parigi, Ed. Nicolas Philippe, 2002
- Autoreverse, Napoli, L'Ancora del mediterraneo, 2008.
- Blu di Prussia, Roma, Edizioni La Camera Verde.
- Chiunque cerca chiunque, pubblicato in proprio, 2011.
- Il peso del Ciao, Forlì, L'Arcolaio, 2012.
- Parigi, senza passare dal via, Roma-Bari, Laterza, 2013.
- Rosso Maniero, Edizioni Quintadicopertina, 2014.
- Il manifesto del comunista dandy, Torino, Edizioni Miraggi, 2015 (seconda edizione).
- Penultimi, Torino, Edizioni Miraggi, 2020.
- L'estate corsa, Pisa, Felici Editore, 2021.